# Викинзи (ТВ серија)
Викинзи (енгл. Vikings) канадско-ирска је историјска телевизијска драма, чији је творац Мајкл Хирст за телевизијски канал History. Премијерно је емитована 3. марта 2013. у Канади и у Сједињеним Америчким Државама. Снимана је у Ирској. Серија Викинзи је инспирисана причама о викингу Рагнару Лотхброку, једном од најпознатијих нордијских митолошких хероја познатом по пустошењу Енглеске и Француске. Она представља Рагнара као некадашњег фармера као првог који се прославио успешним пљачкањем Енглеске уз подршку сабораца, свог брата Ролоа, сина Бјорна и супруге, ратнице Лагерте и принцезе Аслаг.

## Преглед серије
Серија је инспирисана причама о пустошењу, трговини и истраживању Северњака из раног средњег века Скандинавије. Она прати подвиге легендарног вође викинга Рагнара и његове посаде и породице као што је наведено у предању из 13. века Ragnars saga Loðbrókar and Ragnarssona þáttr, као и у делу Геста Данорума Saxo Grammaticus's. Нордијске легендарна предања су биле делимично измишљене приче засноване на нордијској усменој традицији записаној тек након 200—400 година након догађаја која описују. Даља инспирација је узета из нешто новијих историјских извора као што су Викиншка рација у Лидинсфару која је приказана у другој епизоди. Радња је смештена на почетку викиншког доба, обележена као напад у Линдинсфару.

## Улоге

### Главне улоге
- Травис Фимел енгл. Travis Fimmel[1][2] као легендарни викинг Рагнар Лотхброк. Првобитно фармер, Рагнар тврди да је потомак бога Одина, а током серије је успео да подигне и да постане поштован Ерл родном насељу Категат, као и најбољи ратник и смели истраживач и ловац на неоткривене земаље .
- Кетрин Виник енгл. Katheryn Winnick[3][4] као Лагертха, Рагнарова прва жена; схиелдмаиден. Након одвајања ње и Рангара, Лагертха настоји да постане Ерл Хедеби .
- Клајв Стенден енгл. Clive Standen[5] као Роло, Рагнаров брат. Немилосрдан и вешт ратник који је живот провео у сенци свог брата. Ролова осећања према Рагнару се стално мењју из лојалне љубави и дивљења, до мржње и љубоморе. Лик је заснован на пра-пра- прадеда Вилијама Освајача.
- Џесалин Гилсинг енгл. Jessalyn Gilsig[6] као Сиги, Ерл Харалдсонова супруга, а касније у љубавном односу са Ролоом, због интереса. Она поседује стратешки ум и неуморан нагон да задржи (или поврати) своју моћ и утицај .
- Густаф Скарсгард енгл. Gustaf Skarsgård[7] као Флоки, надарен, мада ексцентричан, бродоградитељ и пријатеља је Рагнара. Потврђујући своје необичне особине карактера, Флоки себе сматра потомак Триктер бога Локија .
- Џорџ Благден енгл. George Blagden[8] као Атхелстан, као англосаксонски монах првобитно је служио у манастиру Линдисфарну. Заробили са Рагнара са посадом током свог првог упаду у Енглеску, Атхелстан је растрзан између обичајима хришћанске Енглеске и паганским начинима Скандинавије .
- Александар Лудвиг енгл. Alexander Ludwig[9][10] као Бјорн, Рагнаров и Лагертхин син (Сезона 2 — првобитно приказан, као клинац, подржавајући глумац Nathan O'Toole за сезону 1-2) .
- Габријел Берн енгл. Gabriel Byrne[11] као Ерл Харалдсон, Рагнаров претходник као Ерл од Категата. (Сезона 1)
- Алиса Сатерленд енгл. Alyssa Sutherland[12] као принцеза Аслауг, Рагнарова друга супруга, тврдећи да је ћерка Валкирие Бринхилдр и змајева Сигурд.
- [13] као краља Хорик Данске
- [14] као краља Екберт од Весекса (Сезона 2)

### Споредне улоге
- као Елисеф, супруга Ерика .
- [15] као Торстен, један од Рагнарових ратника и међу најближим пријатељима .
- [16] као Јарл Борг, Ерл од Готаланда.
- као Хелга, Флокијева супруга .
- [17] као видовњак, на шаман у Категарту .
- [18] као краља Аеле од Нортхумбрије .
- као Арне, један од Рагнарових ратника ; стрелац са једним оком .
- [19] као Кауко, фински викинг и један од Рагнарових ратника. ( Сезона 1 )
- као Тхири, ћерка Ерл Харалдсон и Сиги. ( Сезона 1 )
- као лорд Едгар, брата краља Аеле. ( Сезона 1 )
- као Кнут Тјодолф, Еарл Харалдсонов полубрат. ( Сезона 1 )
- [20] као Ерик, старији викинг и један од Рагнарових ратника. ( Сезона 1 )
- као Леиф, један од Рагнар ратника и Ериков син. ( Сезона 1 )
- као Гида, ћерка Рагнара и Лагертхе. ( Сезона 1 )
- као Свен, лојални следбеник Ерл Харалдсона. ( Сезона 1 )
- као принцеза Квентхритх Мерзиа. ( Сезона 2 )
- као Етхелвулф, син краља Екберта. ( Сезона 2 )
- као Ерландур, син краља Хорика. ( Сезона 2 )
- као Јудит, ћерка краља Аеле, удата за Етхелвулф. ( Сезона 2 )
- као Торви, супруга Јарл Борга. ( Сезона 2 )
- као Убе, најстарији син Рагнара и Аслауге. ( Сезона 2 )
- као Хвитсерк, други син Рагнара и Аслауге. ( Сезона 2 )
- као Епископ Едмунд, служио на двору краља Екберта. ( Сезона 2 )
- e као гроф Сигвард, Лагертхин други муж ; Ерл Хедебиа. ( Сезона 2 )
- као Тхорун, Бјорново симпатија, робиња. ( Сезона 2 )

## Продукција
Ирско — канадска копродукција, Викинзи, је развијена и произведена од стране Octagon Films и Take 5 Productions. Michael Hirst, Morgan O'Sullivan, John Weber, Sherry Marsh, Alan Gasmer, James Flynn и Sheila Hockin се потписују као извршни продуценти. За прву сезону буџет је износио 40 милиона америчких долара.
Серија је почела са снимањем у јулу 2012, у Ashford студију, новоизграђен студио у Ирској, одабран је као локација због својих пореских предности. Дана 16. августа 2012, сцене са норвешким бродовима су снимане у Luggala, у срцу од Wicklow планина. 70 посто прве сезоне је снимљено на отвореном. Неке додатне позадинске снимке су урадили у западној Норвешкој.
Johan Renck, Ciarán Donnelly и Ken Girotti сваки је режирао по три епизоде. Продуцентски тим обухвата сниматељ John Bartley, костимограф Joan Bergin, сценограф Tom Conroy и композитор Trevor Morris.
Према речима глумаца Clive Standen (Ролоа), будуће сезоне морају истицати симболе попут Alfred the Great, Leif Ericson и Ivar the Boneless, као и путовања на Исланд, Русију, Француску и преко Атлантика.

## Критике
Серија је добила углавном повољне оцене критичара након што је прва епизода емитована, са просечном оценом 70 % према Metacritic. Alan Sepinwall из HitFix похвалио је серију, а нарочито Fimmel за улогу Рагнара. Nancy DeWolf Smith новинар Вол стрита је приметио "природно и аутентично " подешавање и костиме, и разуме да је Викингс (за разлику од, на пример, Спартака) а не прославе секса и насиља, али " студији карактера, издржљивости, снаге и из друштвеног, емотивног и интелектуалног буђења чак ". Хенк Стуевер, пишући за Вашингтон пост, је утврдио да је „убедљив и робустан нови драмски серијал, пружа сву очекивану жељу за крваво прскање”. Али он је такође написао да је успешно адаптирана вештина кабловске телевизијске драме, са пажњом узето у глумачком смислу, писање и обим подсећа на такве серије као што су Рим, Синови анархије и Игра престола, па да чак и начин на који серија наглашава „језгро понос и племенитост у овом племену разбојника” огледа "само још један итерацију Тонија Сопрана.

## Рејтинг
Према Nielsen, серија премијерно одгледало 6 милиона гледалаца у САД и преплављује све инфо мрежа међу којима су гледаоци између 18 и 49 година старости.
У Канади, премијерно је гледало 1,1 милиона гледалаца. Прву сезону је у просеку гледало 942 000 гледалаца.